# Laureaci Nagrody Ig Nobla (1992)
Lista osób wyróżnionych Ig Noblem w roku 1992:
| Osoba                                                    | Dziedzina        | Praca |
| -------------------------------------------------------- | ---------------- | --- |
| F. Kanda E. Yagi M. Fukuda K. Nakajima T. Ohta O. Nakata | medycyna         | Badaczom z Shisedo Research Center w Jokohamie za ich pionierskie badania „Identyfikacja związków chemicznych odpowiedzialnych za przykry zapach stóp”, szczególnie za ich wniosek, że ludziom, którzy myślą, że śmierdzą im stopy, śmierdzą stopy, a ludziom, którzy myślą, że nie śmierdzą, istotnie nie śmierdzą. |
| Eclaireurs de France                                     | archeologia      | Protestanckiej grupie młodzieżowej, której nazwa znaczy „ci, którzy wskazują drogę”, świeżo upieczonym usuwaczom graffiti za usunięcie starożytnych malowideł ze ścian Jaskini Meyrieres niedaleko wioski Bruniquel.                                                                                                 |
| inwestorzy Lloyds of London                              | ekonomia         | Spadkobiercom 300 lat nudnego, ostrożnego zarządzania, za ich śmiałą próbę ubezpieczania katastrofy odmawiając zapłaty za straty ich firmy. |
| Cecil Jacobson                                           | biologia         | Niezwykle hojnemu dawcy spermy i płodnemu patruarsze banków spermy za opracowanie prostej, jednoręcznej metody kontroli jakości. |
| Ivette Bassa                                             | chemia           | Konstruktorowi kolorowych koloidów za jego rolę w szczytowe osiągnięcie dwudziestowiecznej chemii, syntezę jasnoniebieskiemu Jell-O. |
| David Chorley Doug Bower                                 | fizyka           | Lwom fizyki niskich energii za ich okrągły wkład w teorię pola w oparciu o geometryczne niszczenie upraw angielskich. |
| Daryl Gates                                              | nagroda pokojowa | Byłemu komendantowi miejskiemu policji Los Angeles za jego unikalne metody utrzymania ludzi razem. |
| −                                                        | odżywianie       | Użytkownikom produktów Spam, odważnym konsumentom jedzenia w puszkach za 54 lata niedyskryminującego trawienia. |
| Yuri Struchkov                                           | literatura       | Niepowstrzymanemu twórcy z Institute of Organoelemental Compounds w Moskwie za jego 948 artykuły naukowe opublikowane w latach 1981−1990, co daje ponad 3,9 artykułu dziennie. |
| Jim Knowlton National Endowment for the Arts             | sztuka           | Jimowi Knowltonowi, współczesnemu człowieku renesansu za jego klasyczny plakat „Penisy Królestwa Zwierząt” i dla National Endowment for the Arts za zachęcanie Jima Knowltona do rozwinięcia swojej pracy w postać książki z rozkładanymi, trójwymiarowymi obrazkami.                                                |